# Barbaste
Barbaste é uma comuna francesa na região administrativa da Nova Aquitânia, no departamento Lot-et-Garonne. Estende-se por uma área de 38,69 km². Em 2010 a comuna tinha 1 615 habitantes (densidade: 41,7 hab./km²).